# Verwaltungsgemeinschaft Ilmtal-Weinstraße

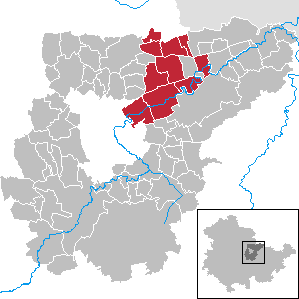
Lage der ehemaligen Verwaltungsgemeinschaft im Landkreis Weimarer Land

Die Verwaltungsgemeinschaft Ilmtal-Weinstraße im Landkreis Weimarer Land bestand aus zehn Gemeinden. Der Verwaltungssitz war Pfiffelbach.
Vorsitzender der Verwaltungsgemeinschaft war von 23. September 2010 bis 31. Dezember 2013 Jürgen Rammelt. Vorgänger war Ulrich Müller, der über drei Amtsperioden der Verwaltungsgemeinschaft vorstand.

## Die Gemeinden
- Kromsdorf
- Liebstedt
- Mattstedt
- Niederreißen
- Niederroßla
- Nirmsdorf
- Oberreißen
- Oßmannstedt
- Pfiffelbach
- Willerstedt

Postleitzahlen:
- 99441 Kromsdorf
- 99510 für alle anderen Gemeinden

Telefonvorwahlnummern:
- 03643  für Kromsdorf und Ortsteil Denstedt
- 03644  für Mattstedt, Niederroßla und Ortsteil Wersdorf der Gem. Pfiffelbach
- 036462 für Liebstedt und Ortsteil Goldbach, Oßmannstedt und Ortsteil Ulrichshalben, Pfiffelbach
- 036463 für Nirmsdorf, Willerstedt
- 036373 für Nieder- und Oberreißen mit Ortsteilen Crellwitz und Reißen

## Geschichte
Die Verwaltungsgemeinschaft wurde am 16. Februar 1992 gegründet. Zum 31. Dezember 2013 schlossen sich die Gemeinden Liebstedt, Mattstedt, Niederreißen, Niederroßla, Nirmsdorf, Oberreißen, Oßmannstedt, Pfiffelbach und Willerstedt zu einer Landgemeinde Ilmtal-Weinstraße zusammen. Diese wurde erfüllende Gemeinde für Kromsdorf. Die ehemaligen Gemeinden Goldbach, Ulrichshalben und Wersdorf erhielten Ortsteilstatus.